# Điện áp ngưỡng

Kết quả mô phỏng sự hình thành kênh đảo ngược (mật độ điện tử) và đạt được điện áp ngưỡng (IV) trong MOSFET nanowire Lưu ý rằng điện áp ngưỡng cho thiết bị này nằm trong khoảng 0,45 V.

Trong kỹ thuật linh kiện bán dẫn điện áp ngưỡng là điện áp rơi tối thiểu cần thiết đặt lên đôi cực điều khiển để tạo được đường dẫn điện qua linh kiện.
Điện áp ngưỡng, thường ký hiệu là Vth, thể hiện rõ nhất ở diode, transistor BJT và N-MOSFET, là thiên áp trên đôi cực điều khiển.
Trong diode silic chỉnh lưu công suất nhỏ Vth thiên áp thuận VA-K cỡ 0,7 V. Các diode Schottky silic có VA-K cỡ 0,3 V. Các transistor BJT silic có VB-E cỡ 0,6 V.
Trong transistor hiệu ứng trường N-MOSFET Vth là điện áp chênh giữa cực gate và cực source tối thiểu VGS(th) cần thiết để tạo đường dẫn giữa các cực source và drain. Đây là một yếu tố mở rộng quan trọng để duy trì hiệu suất năng lượng.
Đối với các transistor hiệu ứng trường tiếp giáp JFET và P-MOSFET, điện áp ngưỡng thường được gọi là "điện áp ngắt". Điều này hơi khó hiểu vì độ chụm được áp dụng cho transistor hiệu ứng trường cách điện (IGFET) đề cập đến độ điều biến kênh dẫn ở mức bão hòa dòng điện với độ chênh điện áp source–drain cao, mặc dù dòng điện không bao giờ tắt. Không giống như trạng thái cắt, thuật ngữ "điện áp ngưỡng" là rõ ràng và đề cập đến cùng một khái niệm trong bất kỳ transistor hiệu ứng trường nào.
Vì rằng các đặc tuyến là đường cong trơn, không có gấp khúc, nên giá trị cụ thể của điện áp ngưỡng phụ thuộc ở mức nhất định vào giá trị dòng dẫn ở mức được coi là thông kênh dẫn.